# Johan Walem
Johan Walem (Soignies, 1º febbraio 1972) è un allenatore di calcio ed ex calciatore belga, di ruolo centrocampista.

## Carriera

### Giocatore

#### Club
Ha giocato nel RWD Molenbeek (solo nelle giovanili), nell'Anderlecht, nell'Udinese, nel Parma (in prestito), nello Standard Liegi, nel Torino e nel Catania. Ha concluso la sua carriera di calciatore al termine della stagione 2004-2005, dopo una stagione al Catania.

#### Nazionale
In Nazionale conta 36 presenze e 2 reti tra il 1991 e il 2002, disputando gli Europei del 2000 e i Mondiali 2002.
Le 2 reti sono state segnate il 7 settembre 1999 in amichevole contro il Marocco (vittoria 4-0, lui ha segnato il secondo goal) e ai Mondiali 2002 dove ha segnato il goal del provvisorio 1-0 nella vittoria per 3-2 contro la Russia al 7º minuto del primo tempo; con questa vittoria i belgi sono passati agli ottavi di finale. Agli ottavi i belgi hanno affrontato i futuri campioni del mondo Brasile perdendo per 2-0, e quella è stata l'ultima gara di Walem in Nazionale.

### Allenatore
Ha allenato la primavera dell'Udinese e per due stagioni la primavera dell'Anderlecht (2008-2010), ottenendo un terzo e un primo posto. In precedenza ha lavorato come opinionista per la TV belga Belgacom TV.
Da 2012 al 2015 ha allenato la nazionale Under-21 del Belgio. Il 29 maggio 2015, sei giorni dopo aver lasciato la nazionale Under-21 belga, firma un contratto biennale con il club belga del Kortrijk.
Nell'agosto 2016 torna ad allenare la nazionale Under-21 belga. Il 25 gennaio 2020 lascia la panchina del Belgio U-21 per assumere la guida della nazionale cipriota.
Il 23 marzo 2021 l'Anderlecht lo annuncia come nuovo tecnico della sua squadra femminile.

## Statistiche

### Presenze e reti nel club
| Stagione          | Squadra           | Campionato        | Campionato | Campionato | Coppe nazionali | Coppe nazionali | Coppe nazionali | Coppe continentali | Coppe continentali | Coppe continentali | Altre coppe | Altre coppe | Altre coppe | Totale | Totale |
| Stagione          | Squadra           | Comp              | Pres       | Reti       | Comp            | Pres            | Reti            | Comp               | Pres               | Reti               | Comp        | Pres        | Reti        | Pres   | Reti   |
| ----------------- | ----------------- | ----------------- | ---------- | ---------- | --------------- | --------------- | --------------- | ------------------ | ------------------ | ------------------ | ----------- | ----------- | ----------- | ------ | ------ |
| 1991-1992         | Anderlecht        | DI                | 30         | 0          | CB              | ?               | ?               | CC                 | 9                  | 0                  | SB          | 0           | 0           | 39     | 0      |
| 1992-1993         | Anderlecht        | DI                | 31         | 0          | CB              | ?               | ?               | CU                 | 6                  | 0                  | -           | -           | -           | 37     | 0      |
| 1993-1994         | Anderlecht        | DI                | 31         | 3          | CB              | ?               | ?               | UCL                | 10                 | 0                  | SB          | 1           | 0           | 42     | 3      |
| 1994-1995         | Anderlecht        | DI                | 33         | 7          | CB              | ?               | ?               | UCL                | 6                  | 0                  | SB          | 1           | 0           | 40     | 6      |
| 1995-1996         | Anderlecht        | DI                | 25         | 2          | CB              | ?               | ?               | UCL                | 2                  | 0                  | SB          | 1           | 0           | 28     | 2      |
| 1996-1997         | Anderlecht        | DI                | 29         | 4          | CB              | ?               | ?               | CU                 | 7                  | 1                  | -           | -           | -           | 36     | 5      |
| Totale Anderlecht | Totale Anderlecht | Totale Anderlecht | 179        | 16         |                 | ?               | ?               |                    | 40                 | 1                  |             | 3           | 0           | 222+   | 17+    |
| 1997-1998         | Udinese           | A                 | 28         | 2          | CI              | 2               | 0               | CU                 | 4                  | 0                  | -           | -           | -           | 34     | 2      |
| 1998-1999         | Udinese           | A                 | 30+2       | 3+0        | CI              | 4               | 0               | CU                 | 2                  | 1                  | -           | -           | -           | 38     | 4      |
| 1999-2000         | Parma             | A                 | 24         | 0          | CI              | 2               | 1               | UCL+CU             | 2+5                | 1+0                | SI          | 0           | 0           | 33     | 2      |
| 2000-2001         | Udinese           | A                 | 14         | 0          | CI              | 4               | 2               | Int+CU             | 4+2                | 1+1                | -           | -           | -           | 24     | 4      |
| Totale Udinese    | Totale Udinese    | Totale Udinese    | 74         | 5          |                 | 10              | 2               |                    | 12                 | 3                  |             | -           | -           | 96     | 10     |
| 2001-2002         | Standard Liège    | A                 | 27         | 0          | CB              | 1               | 0               | CU                 | 6                  | 2                  | -           | -           | -           | 34     | 2      |
| 2002-2003         | Standard Liège    | A                 | 31         | 4          | CB              | 4               | 1               | -                  | -                  | -                  | -           | -           | -           | 35     | 5      |
| Standard Liège    | Standard Liège    | Standard Liège    | 58         | 4          |                 | 5               | 1               |                    | 6                  | 2                  |             | -           | -           | 69     | 7      |
| 2003-2004         | Torino            | B                 | 21         | 2          | CI              | 1               | 0               | -                  | -                  | -                  | -           | -           | -           | 22     | 2      |
| 2004-2005         | Catania           | B                 | 14         | 0          | CI              | 3               | 0               | -                  | -                  | -                  | -           | -           | -           | 17     | 0      |
| Totale carriera   | Totale carriera   | Totale carriera   | 370        | 27         |                 | 21+             | 4+              |                    | 65                 | 7                  |             | 3           | 0           | 459+   | 38+    |

### Cronologia presenze e reti in nazionale
| Cronologia completa delle presenze e delle reti in nazionale ― Belgio | Cronologia completa delle presenze e delle reti in nazionale ― Belgio | Cronologia completa delle presenze e delle reti in nazionale ― Belgio | Cronologia completa delle presenze e delle reti in nazionale ― Belgio | Cronologia completa delle presenze e delle reti in nazionale ― Belgio | Cronologia completa delle presenze e delle reti in nazionale ― Belgio | Cronologia completa delle presenze e delle reti in nazionale ― Belgio | Cronologia completa delle presenze e delle reti in nazionale ― Belgio |
| Data                                                                  | Città                                                                 | In casa                                                               | Risultato                                                             | Ospiti                                                                | Competizione                                                          | Reti                                                                  | Note                                                                  |
| --------------------------------------------------------------------- | --------------------------------------------------------------------- | --------------------------------------------------------------------- | --------------------------------------------------------------------- | --------------------------------------------------------------------- | --------------------------------------------------------------------- | --------------------------------------------------------------------- | --------------------------------------------------------------------- |
| 20-11-1991                                                            | Anderlecht                                                            | Belgio                                                                | 0 – 1                                                                 | Germania                                                              | Qual. Euro 1992                                                       | -                                                                     |                                                                       |
| 26-2-1992                                                             | Tunisi                                                                | Tunisia                                                               | 2 – 1                                                                 | Belgio                                                                | Amichevole                                                            | -                                                                     | 68’                                                                   |
| 25-3-1992                                                             | Parigi                                                                | Francia                                                               | 3 – 3                                                                 | Belgio                                                                | Amichevole                                                            | -                                                                     |                                                                       |
| 22-4-1992                                                             | Anderlecht                                                            | Belgio                                                                | 1 – 0                                                                 | Cipro                                                                 | Qual. Mondiali 1994                                                   | -                                                                     | 76’                                                                   |
| 16-11-1994                                                            | Anderlecht                                                            | Belgio                                                                | 1 – 1                                                                 | Macedonia                                                             | Qual. Euro 1996                                                       | -                                                                     | 69’                                                                   |
| 29-3-1995                                                             | Siviglia                                                              | Spagna                                                                | 1 – 1                                                                 | Belgio                                                                | Qual. Euro 1996                                                       | -                                                                     | 68’                                                                   |
| 22-4-1995                                                             | Molenbeek-Saint-Jean                                                  | Belgio                                                                | 1 – 0                                                                 | Stati Uniti                                                           | Amichevole                                                            | -                                                                     | 79’                                                                   |
| 25-2-1998                                                             | Bruxelles                                                             | Belgio                                                                | 2 – 0                                                                 | Stati Uniti                                                           | Amichevole                                                            | -                                                                     | 46’                                                                   |
| 18-11-1998                                                            | Lussemburgo                                                           | Lussemburgo                                                           | 0 – 0                                                                 | Belgio                                                                | Amichevole                                                            | -                                                                     |                                                                       |
| 3-2-1999                                                              | Limassol                                                              | Cipro                                                                 | 0 – 1                                                                 | Belgio                                                                | Torneo di Cipro 1999 - Semifinale                                     | -                                                                     |                                                                       |
| 9-2-1999                                                              | Bruxelles                                                             | Belgio                                                                | 0 – 1                                                                 | Rep. Ceca                                                             | Amichevole                                                            | -                                                                     | 57’                                                                   |
| 27-3-1999                                                             | Bruxelles                                                             | Belgio                                                                | 0 – 1                                                                 | Bulgaria                                                              | Amichevole                                                            | -                                                                     |                                                                       |
| 30-3-1999                                                             | Liegi                                                                 | Belgio                                                                | 0 – 1                                                                 | Egitto                                                                | Amichevole                                                            | -                                                                     | 23’                                                                   |
| 28-4-1999                                                             | Bucarest                                                              | Romania                                                               | 1 – 0                                                                 | Belgio                                                                | Amichevole                                                            | -                                                                     |                                                                       |
| 18-8-1999                                                             | Bruges                                                                | Belgio                                                                | 3 – 4                                                                 | Finlandia                                                             | Amichevole                                                            | -                                                                     |                                                                       |
| 4-9-1999                                                              | Rotterdam                                                             | Paesi Bassi                                                           | 5 – 5                                                                 | Belgio                                                                | Amichevole                                                            | -                                                                     | 81’                                                                   |
| 7-9-1999                                                              | Liegi                                                                 | Belgio                                                                | 4 – 0                                                                 | Marocco                                                               | Amichevole                                                            | 1                                                                     |                                                                       |
| 10-10-1999                                                            | Sunderland                                                            | Inghilterra                                                           | 2 – 1                                                                 | Belgio                                                                | Amichevole                                                            | -                                                                     | 46’                                                                   |
| 13-11-1999                                                            | Lecce                                                                 | Italia                                                                | 1 – 3                                                                 | Belgio                                                                | Amichevole                                                            | -                                                                     | 87’                                                                   |
| 26-4-2000                                                             | Oslo                                                                  | Norvegia                                                              | 0 – 2                                                                 | Belgio                                                                | Amichevole                                                            | -                                                                     |                                                                       |
| 16-8-2000                                                             | Sofia                                                                 | Bulgaria                                                              | 1 – 3                                                                 | Belgio                                                                | Amichevole                                                            | -                                                                     | 61’                                                                   |
| 7-10-2000                                                             | Riga                                                                  | Lettonia                                                              | 0 – 4                                                                 | Belgio                                                                | Qual. Mondiali 2002                                                   | -                                                                     | 85’                                                                   |
| 25-4-2001                                                             | Praga                                                                 | Rep. Ceca                                                             | 1 – 1                                                                 | Belgio                                                                | Amichevole                                                            | -                                                                     | 81’                                                                   |
| 2-6-2001                                                              | Bruxelles                                                             | Belgio                                                                | 3 – 1                                                                 | Lettonia                                                              | Qual. Mondiali 2002                                                   | -                                                                     | 57’                                                                   |
| 6-6-2001                                                              | Serravalle                                                            | San Marino                                                            | 1 – 4                                                                 | Belgio                                                                | Qual. Mondiali 2002                                                   | -                                                                     |                                                                       |
| 15-8-2001                                                             | Helsinki                                                              | Finlandia                                                             | 4 – 1                                                                 | Belgio                                                                | Amichevole                                                            | -                                                                     |                                                                       |
| 5-9-2001                                                              | Bruxelles                                                             | Belgio                                                                | 2 – 0                                                                 | Scozia                                                                | Qual. Mondiali 2002                                                   | -                                                                     | 73’ 81’                                                               |
| 10-11-2001                                                            | Bruxelles                                                             | Belgio                                                                | 1 – 0                                                                 | Rep. Ceca                                                             | Qual. Mondiali 2002                                                   | -                                                                     |                                                                       |
| 14-11-2001                                                            | Praga                                                                 | Rep. Ceca                                                             | 0 – 1                                                                 | Belgio                                                                | Qual. Mondiali 2002                                                   | -                                                                     | 84’                                                                   |
| 27-3-2002                                                             | Patrasso                                                              | Grecia                                                                | 3 – 2                                                                 | Belgio                                                                | Amichevole                                                            | -                                                                     | 46’                                                                   |
| 14-5-2002                                                             | Bruxelles                                                             | Belgio                                                                | 0 – 0                                                                 | Algeria                                                               | Amichevole                                                            | -                                                                     | 20’ 46’                                                               |
| 18-5-2002                                                             | Saint-Denis                                                           | Francia                                                               | 1 – 2                                                                 | Belgio                                                                | Amichevole                                                            | -                                                                     | 80’                                                                   |
| 26-5-2002                                                             | Kumamoto                                                              | Belgio                                                                | 1 – 0                                                                 | Costa Rica                                                            | Amichevole                                                            | -                                                                     | 84’                                                                   |
| 4-6-2002                                                              | Saitama                                                               | Giappone                                                              | 2 – 2                                                                 | Belgio                                                                | Mondiali 2002 - 1º turno                                              | -                                                                     | 70’                                                                   |
| 14-6-2002                                                             | Fukuroi                                                               | Belgio                                                                | 3 – 2                                                                 | Russia                                                                | Mondiali 2002 - 1º turno                                              | 1                                                                     |                                                                       |
| 17-6-2002                                                             | Kōbe                                                                  | Brasile                                                               | 2 – 0                                                                 | Belgio                                                                | Mondiali 2002 - Ottavi di finale                                      | -                                                                     |                                                                       |
| Totale                                                                |                                                                       | Presenze                                                              | 36                                                                    |                                                                       | Reti                                                                  | 2                                                                     |                                                                       |

## Palmarès

### Club

#### Competizioni nazionali
- Campionato belga: 3

Anderlecht: 1993, 1994, 1995
- Supercoppa del Belgio: 2

Anderlecht: 1993, 1995
- Coppa del Belgio: 1

Anderlecht: 1994
- Supercoppa italiana: 1

Parma: 1999

#### Competizioni internazionali
- Coppa Intertoto UEFA: 1

Udinese: 2000

### Individuale
- Giovane Calciatore Professionista Belga dell'anno

1992